# José de Casasola y Córdoba
José de Casasola y Córdoba (b. Iznájar, Córdoba, España, 21 de noviembre de 1667 - m. Cartago, Costa Rica, 27 de abril de 1713) fue un militar español, que como teniente de gobernador estuvo interinamente a cargo del gobierno de la provincia de Costa Rica de 1712 a 1713.

## Datos familiares y personales
Sus padres fueron Juan de Casasola y Manuela de Córdoba. 
Casó en Cartago el 26 de diciembre de 1700 con Águeda Pérez de Muro y Echavarría Navarro (1682-1749), hija de José Pérez de Muro y Martínez y Mariana de Echavarría Navarro y Retes, tataranieta del adelantado de Costa Rica Gonzalo Vázquez de Coronado y Arias Dávila. Otorgó en arras a su prometida la crecida suma de 6000 pesos, según la carta dote suscrita el 23 de ese mes. De este matrimonio nacieron seis hijos: Isabel, casada con Bernardo García de Miranda y Arango; José, fallecido en la infancia; Antonia, fallecida en la infancia; Mariana, fallecida en la infancia; José Francisco, sacerdote, y Juan Manuel, sacerdote.
Alcanzó el grado de maestre de campo. Adquirió varias haciendas de cacao en la cuenca del río Matina.

## Cargos públicos
Fue alférez mayor del Cabildo de la ciudad de Cartago y alcalde ordinario en 1703, 1708, 1711 y 1712.
A principios de 1710 encabezó una fuerza de 80 hombres como parte de la expedición dirigida por el gobernador Lorenzo Antonio de Granda y Balbín para castigar la sublevación de Talamanca acaudillada por el cacique de Suinse Pablo Presbere.Sus fuerzas y las del gobernador efectuaron varias correrías por la región sublevada y lograron capturar a Presbere y a cerca de 700 indígenas más.

## Teniente de gobernador
Como alcalde ordinario de Cartago quedó encargado interinamente del gobierno de Costa Rica del 21 de junio a noviembre de 1711, por haber el Cabildo de la ciudad depuesto al gobernador Granda y Balbín, que volvió a sus funciones en noviembre de ese año. 
En 1712 volvió a ser nombrado como alcalde ordinario, y el 6 de octubre de 1712 hubo de asumir nuevamente el gobierno por enfermedad de Granda y Balbín, quien falleció el 18 de ese mes.
Estuvo a cargo del gobierno hasta su muerte, ocurrida el 27 de abril de 1713, cuando tenía 45 años de edad. Le sucedió como teniente de gobernador el sargento mayor Francisco López Conejo.